# ショカコーラ

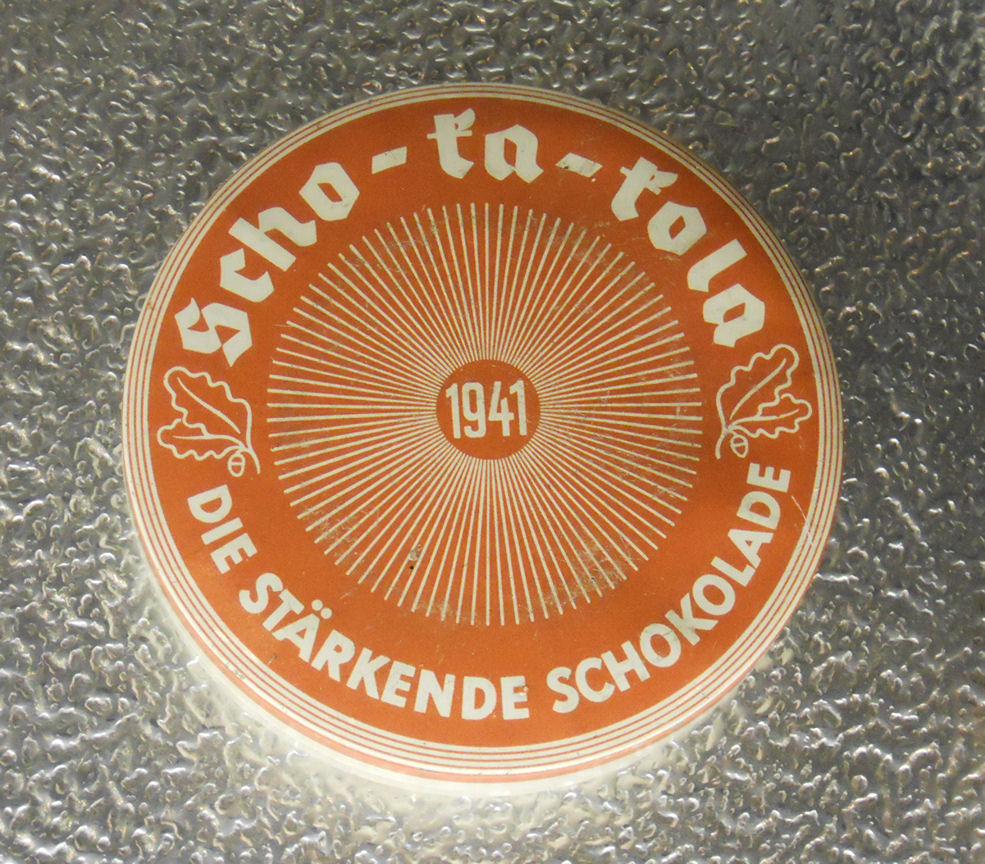
1941年発売のパッケージ。下側には「強壮チョコレート」とうたわれている

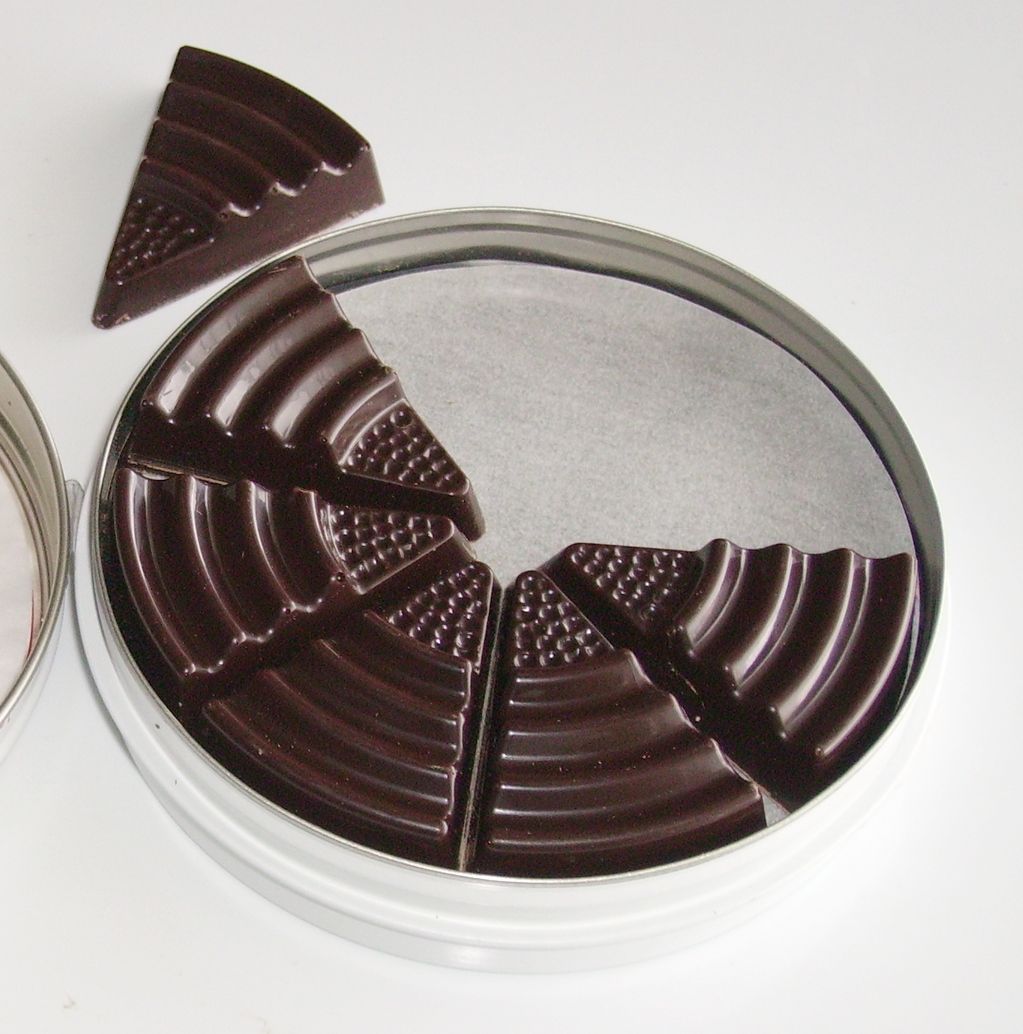
缶の中

ショカコーラ（独: Scho-Ka-Kola）はドイツで販売されているチョコレートのブランド。カカオの他、コーヒー、コーラの実を原材料に使用しており、含有するカフェイン量が多いチョコレートであるのが特徴。「エネルギーチョコレート」と呼ばれることもある。
1935年にベルリンで開発された。名称はドイツ語で、チョコレート（Schokolade）、コーヒー（Kaffee）、コーラの実（Kolanuss）の意味である。
アスリートのための栄養補給食としてオリンピックで利用されたり、第二次世界大戦中はドイツ軍の戦闘糧食としても採用された。

## ラインナップ
当初はビターテイストな赤缶のみの発売であったが、後にミルクテイストの青缶が発売されている。
1缶あたりのカフェイン含有量は青缶で230mg、赤缶で290mgとなっている。